# マイル
マイル（英語: mile、記号：mile、mi）は、ヤード・ポンド法等における長さ (length) の単位。
「マイル」という名前の単位は複数あり、それぞれ値や使用分野が異なる。

## 現行のマイル
今日に残っているマイルには以下のものがある。
国際マイル (International mile)
単にマイルと言った場合は通常はこれを指す。1 国際マイルは 1760 国際ヤードと定められている。1959年7月に締結された国際協定により、1 国際ヤードは正確に 0.9144 メートルと定められたので、1 国際マイルは、正確に 1609.344 m である。米国（測量以外の分野）と英国でヤード・ポンド法の一部として使用されている。
測量マイル (U.S. survey mile)（米国測量マイル）
測量マイルは 5280 測量フィート、正確に 3937分の6336 キロメートルであり、約 1609.347 218 694 メートルである。国際マイルよりも約 3.219 ミリメートルだけ長い。1 国際マイルは、正確に 0.999 998 測量マイルである。1 測量マイルは 8 ハロン、80 チェーンに等しい。測量マイルは測量フィートとともに米国の公有地測量システムで使用されていたが、NGSとNISTは2022年12月31日をもって、その使用を廃止（国際マイル・国際フィートに移行）した。
法定マイル (Statute mile)
1593年に英国で法定されたためこう呼ばれる。1760 ヤードであるが、ヤードの定義の違いにより法定マイルの長さも異なる。米国で単に "statute mile" と言った場合は、国際マイルを指すことも、測量マイルを指すこともある。これに対して、"U.S. statute mile" は、測量マイルのみを指す。
国際海里 (International nautical mile)
正確に 1852 メートルと定義されている。航空や航海において使用される。元々は地理マイル（geographical mile:約 1853 メートル）に由来するものである。
米国や英国の競馬での距離には、マイルを用いている。日本の競馬では、マイルチャンピオンシップのようにレース名に用いられたり、習慣的に 1600 メートルをマイルと呼ぶことはあるが、公式な競走距離の単位としては採用されていない。また、1 マイルの距離に適性のある競走馬は、マイラーと呼ばれている。

## 単位記号
日本における単位記号は、計量単位規則により、"mile" と定められている。
米国での文章表記の基準の一つである U.S. Government Publishing Office Style Manual では、"mi" を用いると定めている。
米国の航空分野では "SM" を使用する。これはStatute Mileの頭文字で、海里 "NM" との区別の必要があるためである。
英国では "ml" である。かつては "m" も用いられたが、メートルと同じであるため、今ではあまり用いられない。

### 歴史的表記
日本国内の鉄道は、明治期に英国や米国から導入したため、昭和初期までは距離をマイルで表していた。単位記号は現在とは異なり、大文字の "M"、もしくは漢字の"哩"（マイル）を用いていた。
補助単位には、明治初期の鉄道導入当初にはフィート（呎）も用いられ、例えば"5哩2340呎"などという表記もあったが、すぐにチェーンに統一された。表記はやはり大文字の "C" または漢字の"鎖"を用いた。また明治末になるとチェーンの使用を廃止し、例えば "12.34 M" のように 100 分の 1 マイルを小数で表記する方法に切り替えた。

## 英語圏以外のマイル
英語圏以外でもマイルと英訳される、あるいはマイルがそのように訳される距離の単位が多い。
その範囲は広く、1〜11 キロメートル の範囲にわたる。主なマイルの長さは以下のとおり。
イタリアマイル（ミリオ miglio）
古代は 2.226 キロメートル、伝統的には 1.489 キロメートル、現在は 1 キロメートル。
古代ローママイル（ミッアリウム milliarium）
1000 歩であり、1.48 キロメートル前後。
スペインマイル（ミリャ milla）
旧制 1394 メートル、新制 1852 メートル（上記国際海里と同一）。スペイン語圏中南米では新ミリャに近い。
アラビアマイル（ミレ mille）
1.9 - 2キロメートル。
ドイツマイル（マイレ Meile）
7.5325 キロメートル。オーストリアでは 7.585 935 360 キロメートル。
ノルウェーマイル・スウェーデンマイル（ミル mil）
伝統的には 11 キロメートル前後。現在は 10 キロメートル。
ただし、メートル法移行により、以上の様々なマイルは歴史的な単位となり、単に「マイル」といえば「ヤード・ポンド法のマイル」を意味することになった。

## メートルマイル
メートルマイル (metric mile) は、1500 メートルのことで、陸上競技の中距離走の距離として用いられる。かつて行われていた「1マイル走」に代わるものとして、1マイル（1609.344 メートル）に近く、かつ切りの良い値である1500メートル競走が行われるようになった。
米国の高等学校における競走では1600メートルを指す場合がある。

## 派生単位
- マイル毎時 (mph): 速度の単位
- マイル毎ガロン (mpg): 燃費の単位

## 歴史
マイル (mile) という単語は、ラテン語の mille（千）に由来する。古代ローマには、2歩（片方の足を踏み出してから次に同じ足を踏み出すまで）分の長さに相当するパッスス ("passus") という単位があった。これの 1000 倍の "mille passus" がマイルの由来とされている。1 パッススは 5 フィートだったので（ただしこのフィートは現在のものより短い。現在のフィートでは約 4.83 フィートとなる）、1 マイルは 5000 フィートとなる。ローマ人がヨーロッパ中に建設される道には、ローマを起点として 1 マイルごとに標石が設置された。その標石はマイルストーンと呼ばれる。1593年、エリザベス1世によって、1 マイルは 8 ハロン（5280 フィート）と定められた。そのため、このマイルは statute mile（法定マイル）と呼ばれる。
航海の分野では、地理マイルが一般的に使われた。地理マイルは、地球の赤道に沿って 1 分の弧の長さ（約 1855 メートル）として定義された。
1959年に国際マイルが採用されたとき、それまで米国で地籍測量に使われていたマイルが米国測量マイルとして残されたが、2022年12月31日限りで廃止された。
19世紀、ドイツの大部分とデンマークでは、オーレ・レーマーの測量によって 7.4127 キロメートルと特定された 1 地理マイル（地球上で 4 分の弧 (1⁄15° of latitude) の長さ）をマイルとしていた。ドイツの一部では、正確に 7.5 キロメートル を「メートル法マイル」として使用していたが、20世紀初頭には使用されなくなっていた。スカンディナヴィアでは長い間オーレ・レーマーによるマイルを「海里」として使用していたが、20世紀中頃には国際海里に置き換えられた。今日でも、伝統主義的なスカンジナビア人は国際海里を「4分の1マイル」であると見ている。ノルウェーとスウェーデンでは、日常会話では現在でも一般的に使われている伝統的な単位のことを指しているが、現在は公式には10キロメートルと定義されている。
アイルランドでは、2240ヤードと定義される「アイリッシュ・マイル」が、1826年までは公式なものとして使用されており、2005年1月に長さの計量単位がメートルに置き換えられるまで生き残っていた。

## 符号位置
| 記号 | Unicode | JIS X 0213 | 文字参照          | 名称       |
| ---- | ------- | ---------- | ----------------- | ---------- |
| ㏕   | U+33D5  | -          | &#x33D5; &#13269; | SQUARE MIL |